# Josep Maria Carreras Vives

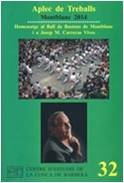
Portada Aplec de Treballs

Josep Maria Carreras Vives (Montblanc, 1950) és un activista cultural català.

## Trajectòria cultural
La seva vida laboral durant molts anys la desenvolupà a la impremta Requesens. Un cop retornat del servei militar es casà amb l'espluguina Tere Mejias. En veure la manca d'interès de l'administració central per normalitzar el topònim Montblanc en la llengua catalana, en els anys setanta va recórrer les carreteres i autopistes que tinguessin els rètols amb una H final en el nom del poble per esborrar-la amb pintura. Més tard, el 1981 fundà la revista Espitllera, un referent històric de la premsa de la comarca. S'editaren diversos números especials amb caràcter supralocal com els dedicats al monestir de Poblet, les ermites de la Conca, els pintors de Montblanc, el món de la vinya i el vi i altres. Ultrapassant la vessant informativa, la capçalera fou un centre de debat de projectes, amb articles d'escriptors de primera línia. També s'organitzaren conferències, exposicions, teatre, campanyes de civisme i sensibilització de l'ús de la llengua catalana (la coneguda Norma). En Carreras ha format part de juntes de govern de multiplicitat d'entitats de la vila ducal com per exemple, la Creu Roja local, la Jove Cambra de Catalunya, Artium, o Escarritx, entre moltes altres. En el món de l'art ha organitzat el X Simpòsium Nacional d'Aquarel·la, les Nits de Pintura de Montblanc, els Premis de la Muralla de Montblanc, a més de preparar les exposicions retrospectives dels artistes Maties Solé Maseras, Josep Beulas, Inés Bordas i Gerard Negelspach, entre d'altres. Des de la gerència del Museu-Arxiu les seves iniciatives han projectat el nom de la vila arreu, sigui per les personalitats de renom que han assistit al Fòrum Omnes, les edicions del Museu o del Centre d'Estudis de la Conca de Barberà, com per exemple la col·lecció Gàrgola, les nombroses monografies, la revista electrònica Podall i en paper l'Aplec de Treballs, els concerts de música i un llarg etcètera.
Creà una empresa pròpia dedicada a les Arts Gràfiques i un segell editorial, La Sallida, des d'on s'editaren alguns llibres: Fulls d'ací,1 (1993) i No diguis pas adéu, ambdós de Francesc Sifre, Un tomb per la cuina montblanquina de Mariona Andreu Domingo (1994), Noms populars de núvols i boires a la Conca de Barberà (1995) d'Albert Manent (reeditat el 2008), i Emocions cícliques (2010) de Quico Tretze. Des d'aquest espai també s'organitzaren nombroses exposicions de pintura (Guillem Fresquet, Martínez Lozano, etc.).
Josep M. Carreras ha dedicat moltes energies a fer que la cultura arribi a una població d'interior amb el mateix nivell que una gran ciutat, amb menys recursos disponibles, incomprensions, però sobretot amb tenacitat i entusiame.

## Vida política
En l'aspecte polític ha estat regidor de l'Ajuntament de Montblanc concretament en les àrees de Cultura, Governació i Urbanisme. Des d'aquesta dedicació pública es reiniciaren les reconegudes Biennals d'Art de Montblanc, s'organitzaren cursos de català per adults, es rehabilità pel lleure i els Aplecs de Sardana l'ermita de Sant Josep i es construïren els seus accessos. A més, es potencià el seu patronat de conservació, d'on en fou membre en representació municipal, també en la Comissió organitzadora dels Festivals Internacionals de Música de Montblanc, i en el moment de realitzar les gestions per la cessió de la família Porter de l'antiga seu del banc de Valls, tràmits que culminà el següent consistori. Paral·lelament accedí a conseller comarcal del primer ens comarcal de la qual es constituí a la Conca. El conflicte de la imposició de l'abocador de residus de Forès comportà la dimissió de tots els ajuntaments conquencs i, en conseqüència, el 1990 dimití dels càrrecs de regidor i de conseller comarcal.